# La piedad (película)
La piedad es una película española dramática de suspense dirigida por Eduardo Casanova y protagonizada por Ángela Molina, Manel Llunell, Ana Polvorosa, María León y Songa Park. Está producida por Pokeepsie Films, la productora argentina Crudo Films y la productora del cineasta Álex de la Iglesia y la actriz Carolina Bang.

## Argumento
Mateo vive con su madre Libertad en un lujoso apartamento y pintado de rosa. Mateo se da cuenta cada vez más de que la relación con su madre es enfermizamente cercana, ya que entre otras cosas ella evita separarse de él en público, insiste en que duerman juntos y responde por él cuando le preguntan. Durante una revisión médica de su madre, Mateo intenta huir, acción por la cual una vez en casa su madre le daña intencionalmente el dedo del pie al cortarle las uñas. Mientras ella duerme, Mateo huye de casa, pero comienza a experimentar un dolor de cabeza intenso y se desmaya en mitad de la calle.
Después de ser rescatado por Libertad, Mateo es diagnosticado con un glioblastoma maligno y sometido a cirugía cerebral. A pesar de que el tumor es extraído, debe comenzar un tratamiento físicamente exigente. Para lidiar con el complicado pronóstico de Mateo, se les ofrece la ayuda de la psicóloga Carolina López. Durante la sesión, Carolina se frustra cuando Libertad no para de responder a preguntas dirigidas a Mateo. En privado, Libertad le confiesa que su exmarido, Roberto, la dejó cuando Mateo era un bebé. Carolina responde a Libertad que el deseo de su hijo por ser independiente es sano, y debe aceptarlo pese a su miedo al abandono. Aun así, Libertad discretamente disfruta de como los efectos secundarios de la radioterapia y medicación de Mateo le están haciendo aún más dependiente de ella. Igualmente, se deprime cuando Mateo mejora al tomar un descanso del tratamiento, hasta el punto que su hijo descubre que ha intentado seguir medicándole en secreto. 
Mientras tanto, en Pionyang, las hijas de Taeyang, un alto cargo norcoreano, son ejecutadas por las autoridades al descubrir sus intenciones de huir del país. Aun así, Taeyang y su esposa Cheong consiguen escapar a Seúl. Una noche, durante la cena, Cheong se queja de que la huida no ha merecido la pena, pues ahora son pobres, sus hijas están muertas y no tienen ningún líder que "preocupe" de ellos. Su marido se enfurece con lo que dice, pero se horroriza poco después cuando Cheong le revela que ha puesto las píldoras de suicidio que una vez le dio en la cena.
De vuelta en España, Marta, la esposa actual de Roberto, llama a Libertad para informarle de que su marido ha intentado suicidarse, pues aún no ha superado la ruptura con Libertad. Mateo espía el móvil de Libertad y se entera de que Roberto quiere verle. Le pide a Carolina que le lleve a su casa en coche, sin que su madre lo sepa. Al reencontrarse con su padre, herido y postrado en la cama, Roberto le explica que pese a la actitud tóxica de Libertad, ambos la necesitan en sus vidas. Marta le ofrece a Mateo vivir con ellos, pero él se niega. Poco después se enteran de que Libertad ha intentado suicidarse, y madre e hijo son reunidos entre lágrimas en el hospital. Sintiéndose culpable, Mateo ahora acepta el abuso de Libertad, permitiendo que ella hiera su dedo más, se arriesgue a una sobredosis, e incluso que le amamante.
Tales acciones ingresan a Mateo de nuevo por sobredosis y neutropenia. Su estado es crítico y no puede seguir el tratamiento. Desesperada, Libertad visita a Roberto y Marta, quienes ahora esperan un hijo. Marta confiesa a Libertad que envidia como la gente en su vida depende tanto de ella. Al hablar con Roberto, le cuenta que su relación era incompatible porque ambos eran unos maníacos del control y que Mateo estaría mejor si Libertad desapareciera. Con intención de ayudar a su Mateo, Libertad se rapa al igual que él y comienza a tomar su medicación, perjudicando gravemente su salud.
Una noche, Libertad se acuesta más temprano mientras Mateo acaba su cena. Las noticias informan que el líder norcoreano, Kim Jong-il, ha muerto. Mateo descubre a Libertad muerta en su cama, rodeada de pastillas. En un montaje surrealista, se muestra al pueblo norcoreano y a Mateo llorando la pérdida de Libertad como si fuera el líder supremo. Mateo finalmente sale a la calle, pero se desploma entre peatones indiferentes a su sufrimiento, siendo incapaz de enfrentarse a la verdadera libertad.

## Reparto
- Ángela Molina como Libertad
- Manel Llunell como Mateo
- Ana Polvorosa como Marta
- María León como Carolina López
- Songa Park como Cheong Yeong-Il
- Antonio Durán "Morris" como Roberto
- Daniel Freire como Doctor Estrada
- Alberto Jo Lee como Taeyang
- Macarena Gómez como Teresa
- Meteora Fontana como Meteora

## Producción
La película fue anunciada en noviembre de 2019 por el cineasta con Ana Belén y Ana Polvorosa encabezando el reparto. Más adelante, se anunció la incorporación de la actriz María León. Dos años después, y con la pandemia de COVID-19 por medio, el director anunció el comienzo del rodaje, con la sustitución de Ana Belén por la también consagrada actriz Ángela Molina. Además, se unieron al reparto principal Manel Llunell, Songa Park, Antonio Durán "Morris", Daniel Freire y Alberto Jo Lee, con las colaboraciones especiales de Macarena Gómez y Meteora Fontana.